# تاريخ تونس المعاصر
تمتد هذه الفترة من 1881 تاريخ انتصاب الحماية الفرنسية.

## الحماية الفرنسية

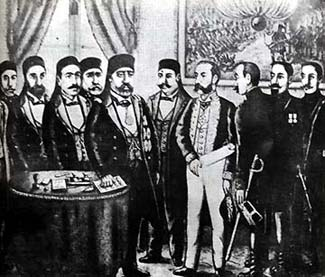
توقيع معاهدة باردو

أبقى الفرنسيون على نظام البايات إلا أن السلطة الفعلية كانت في يد مقيم عام فرنسي يساعده مراقبون مدنيون. أصبحت الشؤون الخارجية والدفاع وأغلب المسائل المالية من مشمولات فرنسا. وفي جوان 1883 وقع علي باشا باي، الذي خلف الصادق باي، على اتفاقية المرسى التي عمقت الهيمنة الفرنسية. في الجنوب، التي ظلت المقاومة فيه مستعرة شهورا بعد انتصاب الحماية، قام الفرنسيون بإنشاء منطقة عسكرية سميت بالتراب العسكري يشرف عليها مكتب الشؤون الأهلية. سعى الفرنسيون إلى تطوير البنية التحتية لا سيما في الحوض المنجمي حيث يستخرج الفوسفاط، ووقاموا بإنشاء خطوط لسكك الحديد وبعث عدة بنوك في حين استولى معمرون فرنسيون على أراضي فلاحية شاسعة كانت تابعة للأحباس.
سياسيا لم يكن هناك معارضة منظمة لنظام الحماية في السنوات الأولى خصوصا بسبب القوانين العسكرية الصارمة، إلا أن عددا من المثقفين على رأسهم علي باش حانبة والبشير صفر أنشئوا عام 1907 حركة الشباب التونسي لتدافع عن حقوق التونسيين. لم تعمر الحركة طويلا إذ تصدت لها سلطات الحماية. وفي 1911 تصاعدت حدة احتجاجات التونسيين باندلاع أحداث الجلاز تم بمقاطعة ترامواي تونس (1912)، وفي كل مرة جابهها الفرنسيون بإقامة محاكمات بالمشاركين فيها. وفي أثناء الحرب العالمية الأولى جند آلاف التونسيين للعمل في الجيش الفرنسي، في حين اندلعت في الجنوب مقاومة مسلحة دامت أكثر من عامين. بعد انتهاء الحرب، وفي مناخ إعلان الرئيس الأمريكي ويلسون عن حق الشعوب في تحقيق مصيرها، أسس الحزب الحر الدستوري الذي نادى بالإصلاح دون المطالبة علنا بالاستقلال، وقد لاقى الحزب مباركة ضمنية من الناصر باي إلا أن ضغوط المقيم العام جمحت حركة الحزب ليجبر زعيمه عبد العزيز الثعالبي إلى اللجوء إلى المنفى. وفي 1924 ظهرت جامعة عموم العملة التونسية كأول نقابة وطنية غير أنها لم تعمر طويلا لينفى باعثها محمد علي الحامي بدوره إلى الخارج.

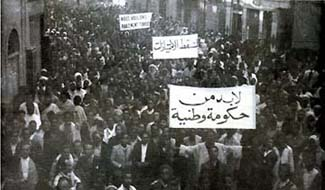
جزء من مظاهرة 9 أفريل

في بداية الثلاثينات شحن الجو في البلاد على خلفية الأزمة العالمية التي كانت لها آثار عميقة على النشاط الاقتصادي المحلي، ومما زاد الطين بلة انتظام المؤتمر الأفخارستي بقرطاج وأحداث التجنيس التي اندلعت بسبب رفض الأهالي دفن المجنسين بالجنسية الفرنسية بالمقابر الإسلامية. وفي تلك الأجواء برزت مجموعة ممن درسوا في الجامعات الفرنسية يقودهم الحبيب بورقيبة بكتاباتها الصحفية لتنضم للجنة التنفيذية للحزب الحر الدستوري لكنها ما لبثت أن انشقت عنه لتؤسس في مارس 1934 حزبا سمي بالحزب الحر الدستوري الجديد.
استطاع الحزب الجديد اكتساب تعاطف عدد كبير من المناصرين وتوسعت رقعة مؤيديه لتشمل فئات جديدة ومناطق لم تكن للحزب القديم حضور فيها. لم يدم نشاط بورقيبة ورفاقه طويلا إذ وقع إبعادهم إلى الجنوب في سبتمبر 1934 ولم يخلى سبيله إلا عام 1936. وفي 9 أفريل 1938 اندلعت مظاهرات ضخمة للمطالبة بإحداث إصلاحات لنظام الحماية إلا أنها قمعت من طرف الفرنسيين مما أسفر عن عشرات القتلى والجرحى في حين حظر الحزب الحر الدستوري الجديد واعتقل قادته مرة أخرى. بقيت البلاد في مأمن من معارك الحرب العالمية الثانية في سنواتها الأولى إلا أنه في عام 1942 دخلتها القوات الألمانية والإيطالية المتقهقرة من ليبيا لتصبح البلاد ساحة للمعارك بعد غزو شمال إفريقيا من طرف الحلفاء الذين دخلوا العاصمة التونسية في ماي 1943. لم تحدث المعارك فقط دمارا كبيرا في أرجاء البلاد، إنما أيضا كان لها آثار سياسية إذ وقع خلع المنصف باي وتعويضه بالأمين باي بسبب قيامه بتوسيم ضباط ألمان. على عكس المنصف الباي سلك بورقيبة سياسة حذرة مع المحور قبل أن ينحاز للحلفاء، ومع إعادة سلطات الحماية الإمساك بزمام الأمور في البلاد، خيّر اللجوء إلى مصر. قاد الحزب في غياب بورقيبة، أمينه العام صالح بن يوسف صحبة المنجي سليم، وقد سعوا لربطه بعدة منظمات شبابية ومهنية ونسائية، وقد ظهر في تلك الفترة الاتحاد العام التونسي للشغل بقيادة فرحات حشاد الذي شيئا فشيئا أصبح يلعب دورا هاما في صلب الحركة الوطنية. عام 1950 شكلت حكومة مفاوضات شارك فيها الحزب الحر الدستوري الجديد دون التوصل إلى اتفاق، لتندلع في جانفي 1952 المقاومة المسلحة. واجهت الحكومة الفرنسية الثورة بإرسال تعزيزات والقيام بعمليات تمشيط واسعة كما قامت باعتقال زعامات الحزب الدستوري على رأسها الحبيب بورقيبة، فيما قامت منظمة اليد الحمراء القريبة من المخابرات الفرنسية باغتيال فرحات حشاد وعدد من وجوه الحركة الوطنية.
في جويلية 1954 أمام ضغوط الفلاقة وازدياد حدة الأزمات في المستعمرات، أعلن رئيس مجلس الوزراء الفرنسي بيار منداس فرانس نيته إعطاء تونس استقلالها الداخلي. وفي غرة جوان 1955 عاد الزعيم بورقيبة من المنفى في يوم مشهود، ليقع امضاء اتفاقيات الاستقلال الداخلي في 3 جوان، وفي 18 سبتمبر شكلت حكومة جديدة شارك فيها أنصار بورقيبة. عارض أمين عام الحزب صالح بن يوسف الاتفاقيات بشدة ودخل في صراع مفتوح مع بورقيبة، مناديا بضرورة المقاومة من أجل الاستقلال التام والالتحام مع الثورة الجزائرية. في نوفمبر 1955 دعى بورقيبة لمؤتمر للحزب في صفاقس وتمكن من تمرير توجهه المبني على سياسة المراحل. حاول بن يوسف، الذي وقع رفته من الحزب، من تنظيم مؤيديه إلا أنه أجبر على المنفى بعد أن لوحق أنصاره من طرف وزارة الداخلية والبورقيبيين. وفي 29 فيفري 1956 افتتحت بباريس مفاوضات أفضت في 20 مارس إلى إعلان الاستقلال الكامل لتنتهي بذلك حقبة الحماية التي دامت 75 عاما.

## دولة الاستقلال

### عهد الحبيب بورقيبة

#### سنوات الاستقلال الأولى
استطاع الحزب الحر الدستوري الجديد إحكام سيطرته على السلطة بفوز قوائمه بكل مقاعد المجلس القومي التأسيسي في 25 مارس 1956 لتشكل في 15 أفريل حكومة عهد للزعيم الحبيب بورقيبة رئاستها في حين اسندت 4 حقائب وزارية لنقابيين ينتمون للاتحاد العام التونسي للشغل مكافئة له على وقوفه إلى جانب الشق البورقيبي ضد بن يوسف. عزز الحكم الجديد تدريجيا إمساكه بدواليب الدولة على حساب الباي وفي 25 جويلية 1957 الغيت الملكية باجماع المجلس التأسيسي وانتخب بورقيبة رئيسا للجمهورية. اعطى بورقيبة منذ الأشهر الأولى وحتى قبل قيام الجمهورية الأولوية للقيام بإصلاحات جذرية في المجتمع التونسي فأصدرت في أوت 1956 مجلة الأحوال الشخصية التي منعت تعدد الزوجات وأوكلت للمحاكم النظر في طلبات الطلاق فيما حلّت الأوقاف ووحّد القضاء وفي عام 1958 ضم نظام التعليم الزيتوني الديني إلى التعليم العمومي الذي أصبح مجانيا وإلزاميا. على المستوى الإداري الغيت في جوان 1956 القيادات وحل محلها 14 ولاية تتكون من معتمديات وفي نفس الشهر بعث الجيش الوطني وقبل ذلك في أفريل 1956 وقعت تونسة الأمن وبذلت مساع حثيثة لتونسة بقية هياكل الدولة. أما على المستوى الاقتصادي فاتخذت خطوات مرحلية ادت تدريجيا إلى تونسة القطاع البنكي والقطاعات الاستراتيجية كالنقل والطاقة وفي سبتمبر 1958 احدث البنك المركزي الذي أوكلت له مهمة صك الدينار التونسي العملة الوطنية الجديدة. على المستوى السياسي تواصلت ملاحقة اليوسفيين الذين حاولوا إغتيال بورقيبة أكثر من مرة وأقيمت لهم محاكمات اصدرت فيها عدة أحكام بالإعدام. في غرة جوان 1959 اصدر أول دستور للجمهورية وانتخب بورقيبة في نوفمبر من نفس العام رئيسا لولاية من 5 سنوات بنسبة فاقت ال99% وتحصلت لائحات الحزب الحر الدستوري الجديد على كل مقاعد مجلس الأمة الذي أحدث مكان المجلس التأسيسي.

#### في الستينات

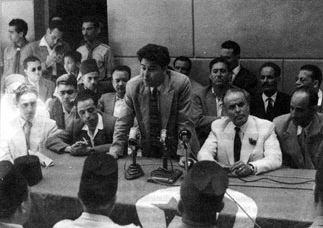
أحمد بن صالح في الوسط ويظهر على يساره الزعيم الحبيب بورقيبة وعلى يمينه أحمد التليلي.

سعى بورقيبة عام 1961 إلى إجبار فرنسا على إجلاء ماتبقى من قواتها من البلاد إلا أن استراتيجية الضغط المباشر عبر محاصرتها ادّى إلى رد عسكري فرنسي عنيف في بنزرت تسبب في مقتل المئات من المدنيين، ولم تخلي باريس آخر جنودها من تونس إلا في 15 أكتوبر 1963 بعد سلسلة من المباحثات الديبلوماسية. في خضم ذلك اغتيل في أوت 1961 صالح بن يوسف في ألمانيا بتدبير مباشر من وزارة الداخلية التونسية، وفي ديسمبر 1962 كشف عن محاولة انقلابية تورطت فيها مجموعة من العسكريين والمدنيين قدموا للقضاء العسكري وحكم على اغلبهم بالإعدام. أدت المحاولة الفاشلة إلى حظر الحزب الشيوعي التونسي وحلّ ماتبقى من الحزب الدستوري القديم وأصبحت المعارضة تقتصر في الستينات على بعض الشخصيات في الخارج وبعض التنظيمات اليسارية والقومية الصغيرة. في الجانب الاقتصادي سببت مغادرة المعمّرين الفرنسيين وخروج رؤوس الأموال من البلاد وضعف الاستثمار الخاص إلى تحقيق مؤشرات دون المأمول عجلت بإقناع الرئيس بورقيبة ضرورة تغيير التوجه التنموي ليعلن الحزب في 23 مارس 1962 تبنيه الاشتراكية وفي أكتوبر 1964 أعلن عن تغيير اسمه إلى الحزب الاشتراكي الدستوري وعهدت مهمة تنفيذ البرنامج الاشتراكي لأحمد بن صالح الذي أُسندت له ما لا يقل عن 6 حقائب وزارية. سعى بن صالح إلى تطبيق نظام تعاضدي أولا في القطاع الفلاحي ثم في القطاع التجاري إلا أن التجربة مالبثت أن باءت بالفشل مع تراكم الديون والعجز المالي لمشاريع التعاضديات الناشئة. رغم التطور الذي زامن تلك الفترة في قطاعات أخرى كالتعليم والصحة والبنية التحتية والتنظيم العائلي سبب فشل تجربة التعاضد وتدهور المستوى المعيشي وغضب المالكين إلى إضعاف الحكومة التي غيرت تركيبتها عام 1969 بإحداث وزارة أولى شغلها لأقل من عام الباهي الأدغم قبل أن يترك مكانه للهادي نويرة الذي نجح على رأس البنك المركزي فيما ألقي القبض على بن صالح وحكم عليه بالسجن.

#### في السبعينات

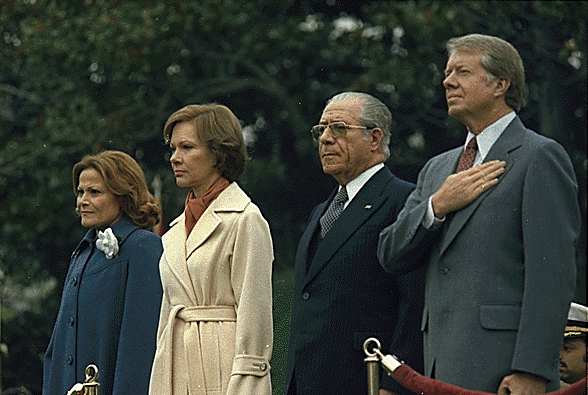
الوزير الأول الهادي نويرة مع الرئيس جيمي كارتر أثناء زيارته الولايات المتحدة الأمريكية عام 1978

نجحت حكومة الهادي نويرة في النهوض بالاقتصاد بفضل جملة من الإجراءات ذات الطابع الليبرالي من أهمها قانون أفريل 1972 الداعم للمؤسسات المصدرة لتبلغ نسبة النمو ما لا يقل عن 12% سنة 1972. حزبيا تكتلت حول الوزير أحمد المستيري مجموعة نادت بتحرير النظام السياسي واستطاعت بكسب الأغلبية أثناء مؤتمر الحزب الاشتراكي الدستوري إلا أن بورقيبة رفض نتائجه ونظم مؤتمر ثان عام 1974 وقع فيه رفت عدد منهم فيما استقال آخرون. في جانفي 1974 فجر بورقيبة مفاجأة مدوية بإمضائه على وثيقة إعلان وحدة تونس وليبيا لكن سرعان ماتراجع عنها مما أدّى إلى توتر علاقته بالقذافي. وفي عام 1975 وقع تغيير الدستور لتمكين بورقيبة من الرئاسة مدى الحياة فيما أصبح الوزير الأول هو خليفته الدستوري. في النصف الثاني من السبعينات وفي ظل تدهور عرضي لصحة الزعيم بورقيبة برز إضافة للهادي نويرة وزير الدفاع عبد الله فرحات ومدير الحزب محمد الصيّاح كرجال الحكم الأقوياء في مقابل شق ضم الحبيب عاشور أمين عام الاتحاد العام التونسي للشغل ووسيلة بورقيبة وبعض الوزراء المقربين منها. في خضم هذا التنافس وفي ظل ظهور توترات اجتماعية، اندلعت أحداث 26 جانفي 1978 اثر إعلان إضراب عام أسفر عن تدخل الجيش وسقوط عشرات الضحايا. شهد عام 1979 إضافة إلى انتقال مقر الجامعة العربية إلى تونس تنظيم مؤتمر العاشر للحزب الذي أدّى إلى تدعيم موقع نويرة في حين أقيل فرحات من مواقعه السياسية على خلفية إسناده للقوات المسلحة مهمة الإشراف التحضير المادي للمؤتمر ممّا اغضب بورقيبة المتمسك بمبدأ عدم إشراك العسكر في السياسة.

#### عهد بورقيبة في الثمانينات (1980-1987)

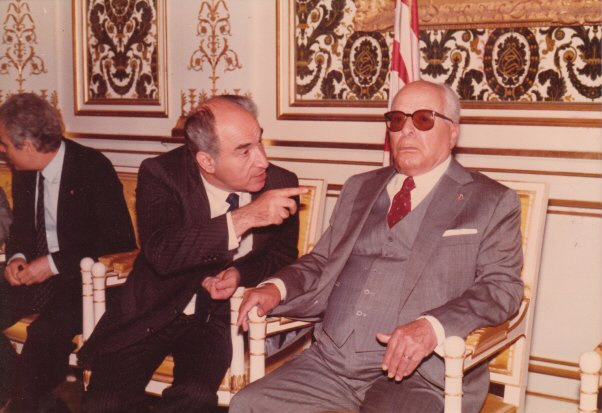
الوزير الأول محمد مزالي مع الرئيس بورقيبة في جوان 1984

بدأت العشرية على وقائع تسرب كوموندوس يموله القذافي إلى مدينة قفصة في 26 جانفي 1980 في محاولة فاشلة لزعزعة استقرار البلاد في ظل تماسك النظام. وفي الشهر الموالي تعرض نويرة إلى جلطة دماغية اقعدته على العمل ليخلفه أولا بصفة وقتية ثم بصفة نهائية وزير التربية محمد مزالي. رفع مزالي شعار الانفتاح فنظمت في نوفمبر 1981 انتخابات تشريعية تعددية إلا أن تزويرها حال دون دخول المعارضة البرلمان. ابتداءً من 1982 بدأت بوادر صعوبات اقتصادية تلوح في الأفق في ظل ارتفاع قيمة الدولار وتراجع سعر الفوسفاط ثم المحروقات في حين ظل المشهد السياسي مراوحا مكانه رغم الاعتراف عام 1983 بحزبين ورفع الحظر عن الحزب الشيوعي على عكس حركة الاتجاه الإسلامي التي رفض مطلب ترخيصها وسجن قادتها منذ جويلية 1981. أدّى الوضع الاجتماعي إلى اندلاع اضطرابات اجتاحت العاصمة في جانفي 1984 بعد مضاعفة الحكومة لسعر الخبز. اخذت الأحداث أبعاد أزمة حكومة بعد اتهام مزالي وزير الداخلية إدريس قيقة بتعطيل عمل قوات الأمن لتأزيم الوضع لغايات سياسية فيما نجح بورقيبة بخطاب مقتضب وماهر في تهدئة الشارع. تواصلت متاعب حكومة مزالي الاجتماعية عام 1985 مع اندلاع أزمة جديدة مع الاتحاد العام التونسي للشغل وبطرد القذافي لآلاف التونسيين من ليبيا كما شهد شهر أكتوبر من نفس العام غارة جوية إسرائيلية على مقر منظمة التحرير الفلسطينية المقيمة في تونس منذ 1982. في عام 1986 بلغت الأزمة الاقتصادية أوجها فأقيل مزالي وعوض بالاقتصادي رشيد صفر واجبرت الدولة على القيام بإصلاح هيكلي وبتخفيض قيمة الدينار. شهدت تلك الفترة صعود نجم زين العابدين بن علي وزير الداخلية منذ أفريل 1986 في وقت تغيرت فيه المجموعة المحيطة ببورقيبة بعد طلاقه من زوجته وإبعاده لابنه وبعض مستشاريه القدماء وزيادة تأثير ابنة أخته سعيدة ساسي المقربة من بن علي. استطاع بن علي بسط يده على الأجهزة الأمنية ليجد نفسه في موقع الرجل القوي في ظل تصاعد الصدام مع حركة الاتجاه الإسلامي، وفي 2 أكتوبر 1987 عيّن وزيرا أولا وأمينا عاما للحزب مع ابقاءه على رأس الداخلية. وفي ليلة 7 نوفمبر 1987 أعلن اضطلاعه بالرئاسة استنادا لعدم قدرة بورقيبة صحيا على مباشرة مهامه وادّى القسم في نفس اليوم لتدخل البلاد منعرجا جديدا.

### حكم زين العابدين بن علي

#### السنوات الأولى (1987-1989)
سعى بن علي إلى تطمنة الرأي العام عبر بيان وعد فيه بإلغاء الرئاسة مدى الحياة وبإرساء «تعددية سياسية» كما ألغى محكمة أمن الدولة وافرج عن الإسلاميين والنقابيين المعتقلين في حين حافظ على نفس التركيبة الحكومية باستثناء الحقائب التي كان يتولاها منافسوه كمحمد الصيّاح الذي اجبر على الابتعاد عن الحياة السياسية. في فيفري 1988 غير اسم الحزب الاشتراكي الدستوري إلى التجمع الدستوري الديمقراطي وفي جويلية 1988 عدّل الدستور في اتجاه زيادة صلوحيات رئيس الجمهورية. في أفريل 1989 نظمت انتخابات رئاسية سارعت فيها عدة شخصيات معارضة كراشد الغنوشي وأحمد المستيري والمنصف المرزوقي تأييد ترشح بن علي فيها. وإن جاءت نتائج الانتخابات الرئاسية منتظرة في ظل عدم وجود منافسين فيها لبن علي كانت نتائج الانتخابات التشريعة مخيبة لآمال المعارضة التي لم تتحصل على أي مقعد فانسحب المستيري من الحياة العامة وغادر الغنوشي البلاد وبدأت بوادر انغلاق سياسي تبرز في الأفق.

#### في التسعينات
بدى بن علي في بداية التسعينات ممسكا بزمام السلطة فاحتل الموقع الأول في المشهد السياسي بدون منازع وعيّن مقربيين له في أهم مفاصل الدولة في حين جدّد حزب التجمع هياكله بإدخال آلاف من المنخرطين الجدد. سمحت السلطة بتكوين حزبيين جديدين مقربين منها وأعطت التأشيرة للتجمع الاشتراكي التقدمي ورفضتها لحركة النهضة (الاسم الجديد للاتجاه الإسلامي) التي مالبثت أن دخلت في صدام جديد مع الحكم فاتهمت بمحاولة قلب النظام وبأحداث عنف متفرقة فلوحق أعضاءها وحوكم بعض قادتها أمام القضاء العسكري وفرّ البعض الآخر خارج البلاد. رغم تأييد أغلب الأحزاب الأخرى للسياسات الحكومية ظلت حركتها مقيدة ولم يسمح لها بدخول البرلمان إلا رمزيا من خلال إسنادها بعض المقاعد ابتداءً من 1994 فيما انتخب بن علي ذلك العام بدون منافس بنسبة قاربت المائة بالمائة. على المستوى الاقتصادي استفادت الحكومة من إصلاحات الثمانينات ومن مواسم فلاحية جيدة لتحقق نسب نمو فاقت في بعض الأحيان ال5 %، وعلى المستوى الاجتماعي اعتمدت سياسات حذرة عززتها ببعض البرامج كالصندوق الوطني للتضامن والسيارة الشعبية الذين استهدفت من خلالها محاربة الفقر وتقديم تسهيلات للطبقة الوسطى لتوسيع رقعة مساندة النظام. في النصف الثاني من العشرية بدأ يظهر نفوذ لزوجة بن علي الثانية ليلى الطرابلسي التي أصبح أخواتها فجأة من أصحاب الأعمال إضافة لصهره الأول سليم شيبوب الذي برز كرئيس للترجي ووسيط في عدة صفقات عمومية. عام 1999 قدم بن علي نفسه مجددا للرئاسيات، ورغم وجود مرشحين آخرين فاز مرة أخرى بنسبة فاقت ال99% في ماعتبرته الملاحظون إشارة أن النظام ليس له أي نية للإصلاح.

#### سنوات الألفين

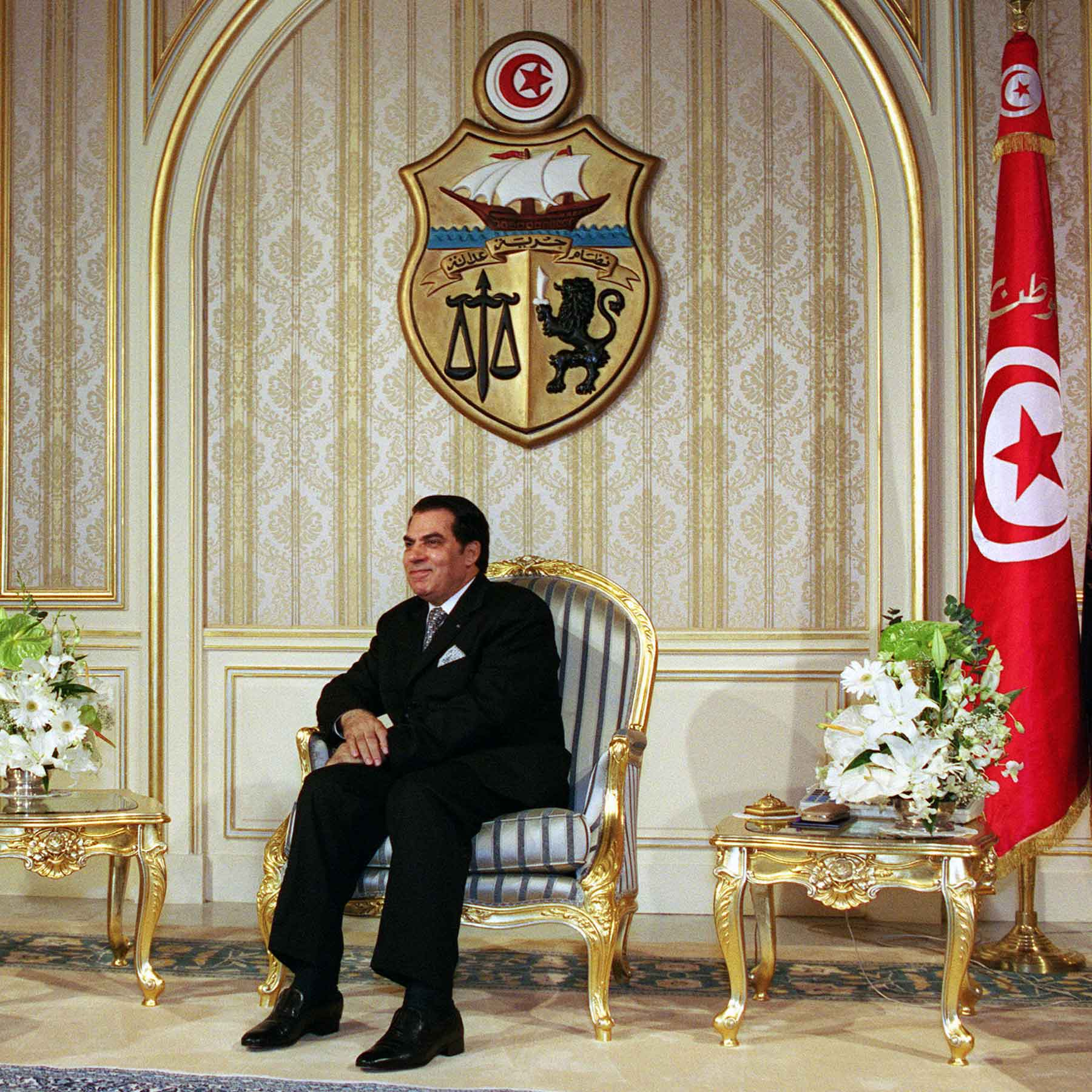
بن علي في أكتوبر 2000

شهدت بداية الألفية بعض التململ في البلاد فاندلعت في فيفري 2000 مظاهرات ذات طابع اجتماعي وخاض الصحفي توفيق بن بريك إضرابا عن الطعام احتجاجا على غياب حرية التعبير غطته عدة وسائل أجنبية وأسس حزب المؤتمر من أجل الجمهورية المعارض واظهرت حركة التجديد تغييرات في مواقفها المساندة حتى الآن لبن علي، إلا ان النظام باستثناء بعض الوعود النظرية بقي يتوخى نفس السياسات وفي 2002 أقام استفتاءً لإحداث تعديلات دستورية تمكن الرئيس من حصانة قضائية ومن إمكانية تمديد ولايته. في السنوات اللاحقة ازدادت تجاوزات أصهار بن علي أمثال بلحسن الطرابلسي ومروان المبروك وعماد الطرابلسي وصخر الماطري الذين اصبحوا يسيطرون على قطاعات شاسعة من الاقتصاد في حين أصبحت القرارات الهامة تأخذ خارج الحكومة من قبل الحلقة المضيقة للرئاسة من عائلة ومستشارين. في الاثناء اظهر الانموذج التنموي محدوديته فرغم المظاهر الاستهلاكية التي انتشرت، ارتفعت البطالة وبقيت الاسثمارات محدودة وزاد الفساد المالي الذي كان شبه معدوم في عهد بورقيبة. في 2005 شكلت المعارضة هيئة 18 أكتوبر التي طالبت بإصلاحات جذرية للنظام وفي 2008 عرف الحوض المنجمي في ولاية قفصة احتجاجات غير مسبوقة دامت عدة أشهر على خلفية اجتماعية. تلبدت الغيوم فوق البلاد عام 2010 ففي وقت زادت فيه الإضرابات الاجتماعية والمطالبة بتحرير الإعلام ومحاربة الفساد، ظهرت حملة تناشد بن علي الترشح للانتخابات عام 2014 لولاية سادسة جوبهت بحملة مضادة ضد «التمديد والتوريث» ، وفي تلك الأجواء جاءت حادثة إحراق محمد البوعزيزي لنفسه لتشعل احتجاجات عارمة أولا في سيدي بوزيد ثم في بقية الجمهورية جابهها النظام بالقوة قبل أن يضطر بن علي أمام امتداد رقعتها إلى الهروب بعد محاولته استرضاءها.

## الفترة الانتقالية

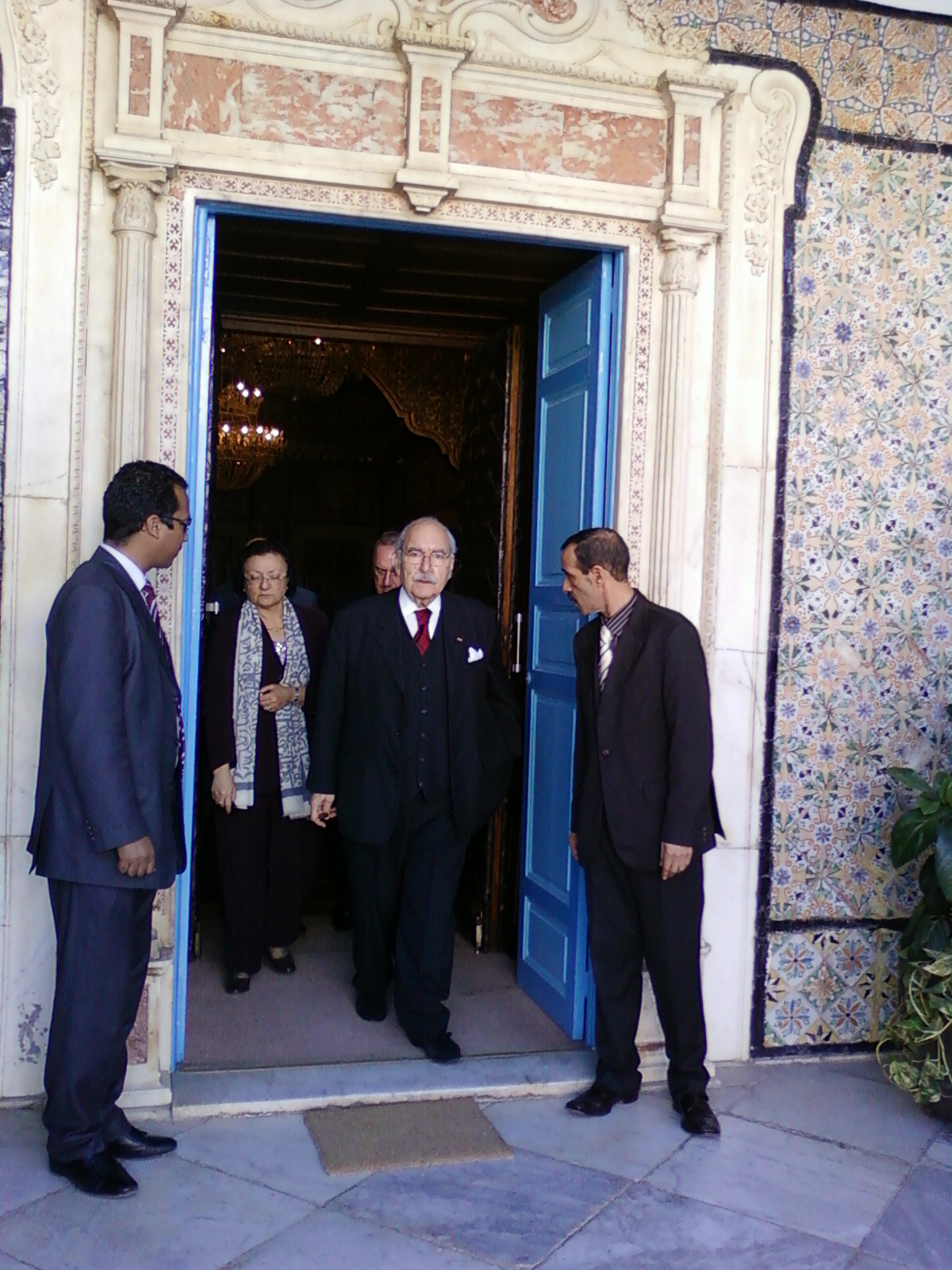
فؤاد المبزع لدى خروجه من مجلس النواب وتوجهه لقصر قرطاج

تولى فؤاد المبزع منصب الرئاسة بصفته رئيس مجلس النواب فيما رافق رحيل بن علي انفلات أمني وعمليات نهب وسط إشاعات عن وجود قناصة وميليشيات وحدوث مواجهات بين الجيش والأمن الرئاسي. حاول وزراء بن علي تكوين حكومة وحدة وطنية يترأسها محمد الغنوشي تضم أحزاب المعارضة القانونية وممثلين عن الاتحاد العام التونسي للشغل إلا أنها لم تدم طويلا بعد اعتصام أول في القصبة ادّى إلى انحساب وزراء التجمع ثم اعتصام ثان ادّى إلى استقالة الغنوشي وتعويضه بالباجي قائد السبسي. وقد اعقبت مغادرة بن علي الحكم عودة المعارضين المنفيين كراشد الغنوشي والمنصف المرزوقي وطارق المكي وترخيص الأحزاب التي سبق وقدمت تأشيرات ثم الأحزاب الناشئة كما أسست في تلك الفترة عديد الجمعيات وتحرّر المشهد الإعلامي كليّا. على المستوى المؤسساتي توقف العمل بالدستور وحلّ مجلس النواب والمستشارين والمجلس الدستوري وفي 9 مارس 2011 قضت المحكمة الابتدائية بحلّ التجمع الدستوري الديمقراطي  في حين غيرت آسامي الأماكن والمنشئات التي ترمز لعهد بن علي الذي صودرت ممتلكاته وممتلكات أفراد عائلته. انتشرت في تلك الفترة الاحتجاجات الفئوية تخللتها رغم حالة الطوارئ بعض أعمال العنف. في 23 أكتوبر 2011 أقامت حكومة الباجي قائد السبسي انتخابات مجلس تأسيسي استطاعت فيها حركة النهضة في ظرف موات لها تحقيق المرتبة الأولى بنسبة 36% تلاها حزبا المؤتمر والتكتل. شكل الثالوث الفائز في ديسمبر 2011 حكومة ترأسها حمادي الجبالي في حين انتخب المرزوقي رئيسا مؤقتا للجمهورية ومصطفى بن جعفر رئيسا للمجلس. لم تنجح الحكومة في تحقيق اهدافها وسط تجاذبات سياسية وتأخر سن دستور جديد وتعطل العدالة الانتقالية وارتفاع الأسعار وانحدار قيمة الدينار وتردي الخدمات البلدية وتواصل الاعتصامات المطلبية وتتالي أعمال العنف التي تورط فيها سلفيون.
واثر اغتيال شكري بلعيد شكلت حكومة جديدة ترأسها علي العريّض حيدت فيها وزارات السيادة واعلنت أن اولويتها تتمثل في إجراء الانتخابات في أفضل وأسرع الأوقات وبسط الأمن والنهوض بالاقتصاد ومواصلة الإصلاح ومقاومة الفساد.